# 67-ма армія (СРСР)
Шістдеся́т сьо́ма а́рмія (67 А) — загальновійськова армія у складі Збройних сил СРСР під час німецько-радянської війни з 10 жовтня 1942 по липень 1945.

## Командування
- Командувачі:
  - генерал-майор, з кінця серпня 1943 генерал-лейтенант Духанов М. П. (жовтень 1942 — грудень 1943);
  - генерал-лейтенант Свиридов В. П. (грудень 1943 — березень 1944);
  - генерал-лейтенант Романовський В. 3. (березень 1944 — лютий 1945);
  - генерал-лейтенант Рогинський С. В. (лютий — березень 1945);
  - генерал-лейтенант Симоняк М. П. (березень 1945 — до кінця війни).